# Lijst van rijksmonumenten in Bozum
De plaats Bozum (Boazum) telt 10 inschrijvingen in het rijksmonumentenregister. Hieronder een overzicht. 
| Object                                                               | Oorspronkelijke functie?  | Bouwjaar | Architect               | Locatie                  | Coördinaten?                 | Nr.?   | Afbeelding                                       |
| -------------------------------------------------------------------- | ------------------------- | --- | ----------------------- | ------------------------ | ---------------------------- | ------ | ------------------------------------------------ |
| Kleiterpstermolen                                                    | Industrie- en poldermolen | 1920 |                         | Hegedijk/Indijk          | 53° 5' 46" NB, 5° 43' 4" OL  | 516370 | Meer afbeeldingen                                |
| Hervormde kerk, toren en kerkhof (Sint-Martinuskerk)                 | Kerk en kerkonderdeel     | 1150-1200 1225-1250 (verb.) eind 13e eeuw (toren) 1700 (poortje in schip, westelijke vleugelmuren) 1939-'48 (rest.) | S.G. Walinga (1939-'48) | Tsjerkebuorren 1         | 53° 5' 24" NB, 5° 41' 46" OL | 8473   | Meer afbeeldingen                                |
| De Wylgen                                                            | Woonhuis                  | 1858 |                         | Waltawei 4               | 53° 5' 21" NB, 5° 41' 52" OL | 8474   | Wylgen De Wylgen                                 |
| Kop-hals-rompboerderij met onderkelderd voorhuis                     | Boerderij                 | 1871 |                         | Singel 2                 | 53° 5' 24" NB, 5° 41' 54" OL | 8475   | Kop-hals-rompboerderij met onderkelderd voorhuis |
| Eenvoudig pand onder schilddak                                       | Nijverheid                | |                         | Dokter Miedemastrjitte 6 | 53° 5' 20" NB, 5° 41' 45" OL | 8476   | Eenvoudig pand onder schilddak                   |
| Pand met verdieping onder zadeldak tussen topgevels                  | Woonhuis                  | 18e eeuw |                         | Dokter Miedemastrjitte 4 | 53° 5' 20" NB, 5° 41' 45" OL | 8477   | Meer afbeeldingen                                |
| Pand met vensters met roeden zonder verdieping                       | Woonhuis                  | 18e eeuw |                         | Dokter Miedemastrjitte 2 | 53° 5' 20" NB, 5° 41' 45" OL | 8478   | Pand met vensters met roeden zonder verdieping   |
| Yn de Bakkerij                                                       | Nijverheid                | 18e eeuw |                         | De Havens 3              | 53° 5' 20" NB, 5° 41' 43" OL | 8480   | Meer afbeeldingen                                |
| Kop-hals-rompboerderij met zesruitsvensters en onderkelderd voorhuis | Boerderij                 | 1858 |                         | Suderdyk 7               | 53° 4' 42" NB, 5° 40' 58" OL | 8481   | Meer afbeeldingen                                |
| Grote kop-hals-romp-boerderij met onderkelderd voorhuis              | Boerderij                 | 1861 |                         | Yndyk 2                  | 53° 5' 43" NB, 5° 42' 33" OL | 8482   | Upload foto                                      |